# Bakkersmolen
De Bakkersmolen in het dorp Wildert in de Belgische gemeente Essen is een in 1980-81 gebouwd museumcomplex bestaande uit een aantal stoommachines, een windmolen, een bakkerij met hout gestookte bakoven en een taverne. De officiële inhuldiging vond op 8 mei 1981 plaats. 

## Geschiedenis
Het complex werd gebouwd in opdracht van bakker Frans Demedts die eerder zowel de Stenen Molen te Brecht als de Buitenmolen te Berendrecht had geprobeerd te kopen. In Wildert kocht hij een twee eeuwen oude hoeve aan, en 1980 werd een bouwvergunning voor een nieuw te bouwen molen verleend door de gemeente Essen. De windmolen is getekend door architect Lou Jansen uit Turnhout. Het metselwerk werd uitgevoerd door J. van den Bleeken. De molenmakers Jos en Jan Adriaens uit Weert waren verantwoordelijk voor het draaiende werk in de molen.
De fundering voor de stellingmolen werd op 4 juni 1980 gestort. Het metselwerk werd uitgevoerd met hergebruikte stenen, en heeft gelijkvloers een doorsnede van 7,40 meter. De romp is 17 meter hoog, de kap 4 meter. De kap en de wieken werden op 15 juni 1981 gemonteerd. De vlucht is 26 meter, het hoogste topje van een draaiende wiek bereikt 32 meter. Bij windstilte kan men malen met een in België gebouwde stoommachine van het merk Sabbe.
In 2006-07 werd onderhoud aan de molen gedaan, eerst het hekwerk op de roeden, erna werden de fokken en zeilen vernieuwd. In 2020 werd de gehele molenstelling vervangen door een metalen variant, de houten gaanderij was versleten.

## Technische gegevens
- Gelaste stalen roeden van 26m, fabricaat Derckx te Wessem (nrs. 382 en 383, 1981)
- Fokwieken (met het systeem Fauël) met automatische remkleppen
- Drie koppels molenstenen op de steenzolder, waarvan een koppel Engelse 18der natuurstenen met excentrisch recht pandscherpsel, een kopper 18der kunststenen en een reservekoppel Engelse 18der natuurstenen. Op het gelijkvloers is er een koppel Engelse 17der molenstenen dat door wind, stoom of elektriciteit kan worden aangedreven. Overbrenging: 1 op 5,5.
- Stoommachine Sabbe
- Vlaams blokvang, bedienbaar met vangtrommel
- Engels kruiwerk met kruihaspel
- Zakkenklopper, twee builen en een pletter
- Stelling uitgevoerd met stalen schoren en liggers

## Stoom
Er zijn in de jaren 1980 drie stoomdagen georganiseerd waarbij allerlei stoommachines van over de hele wereld werden tentoongesteld. Hiervoor werd een stoomtrein naar het station Wildert ingezet.
Stoommachinemuseum met stoomtrein
Achter de molen ligt het stoommachinemuseum met werkende machines. Het is geopend in de weekeinden van mei tot en met oktober. Er rijdt dan een stoomtreintje op smalspoor rond de molen waar men in kan meerijden. De machines van de bakkerij worden aangedreven door een oude Engelse MARSHALL stoomlocomobiel uit 1903 (25 pk). 
Voormalige stoomcarrousel
Voor het museum stond in de zomermaanden een "De Vos uit 1903" draaimolen met galopperende paarden opgesteld. Oorspronkelijk werd deze aangedreven door een stoommachine in de molen, later werd om veiligheidsredenen gekozen voor aandrijving door een stoommachine buiten de molen. Deze attractie is al enige jaren permanent opgeslagen en wordt niet meer gebruikt.

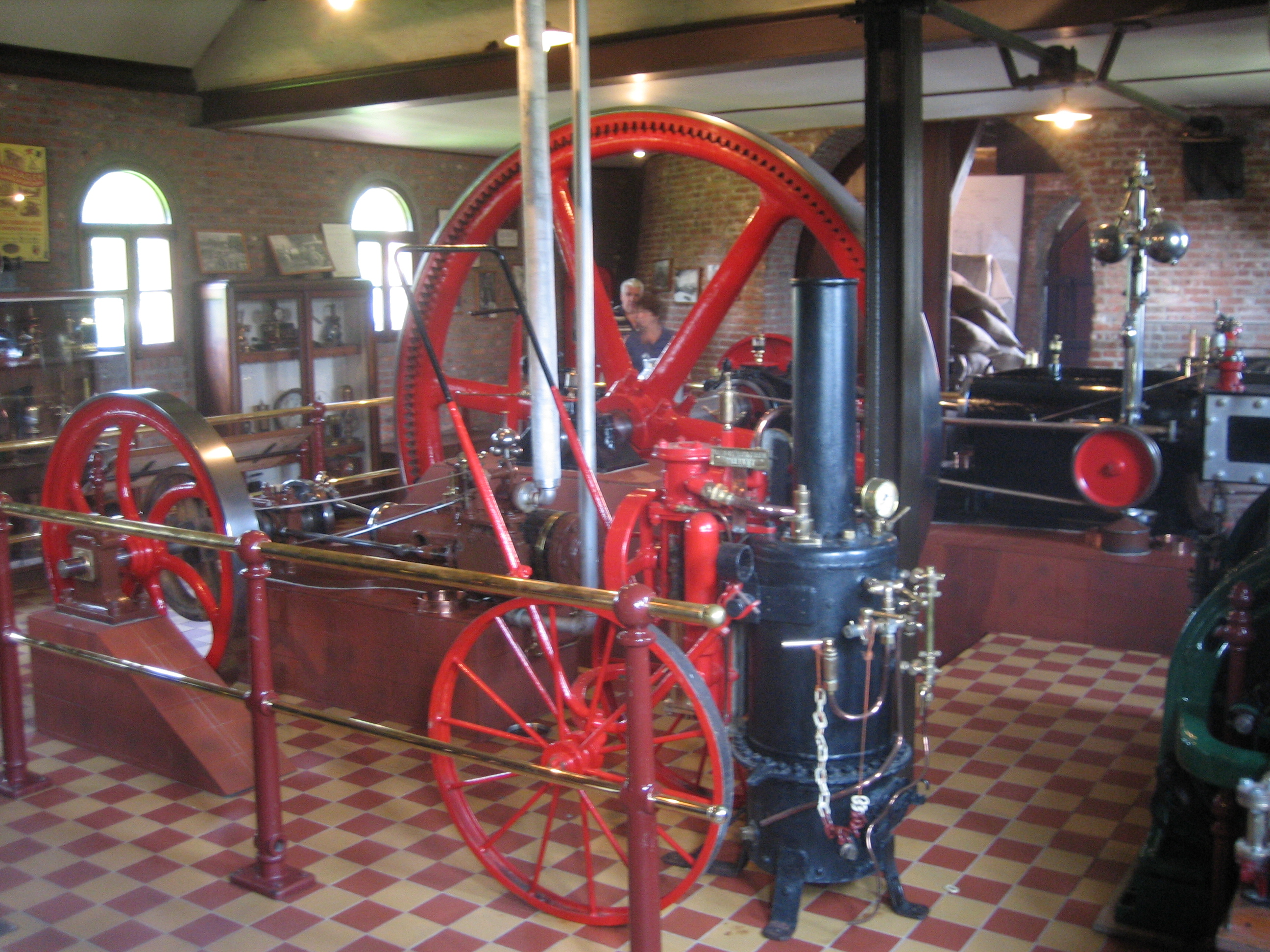
Het stoommachinemuseum
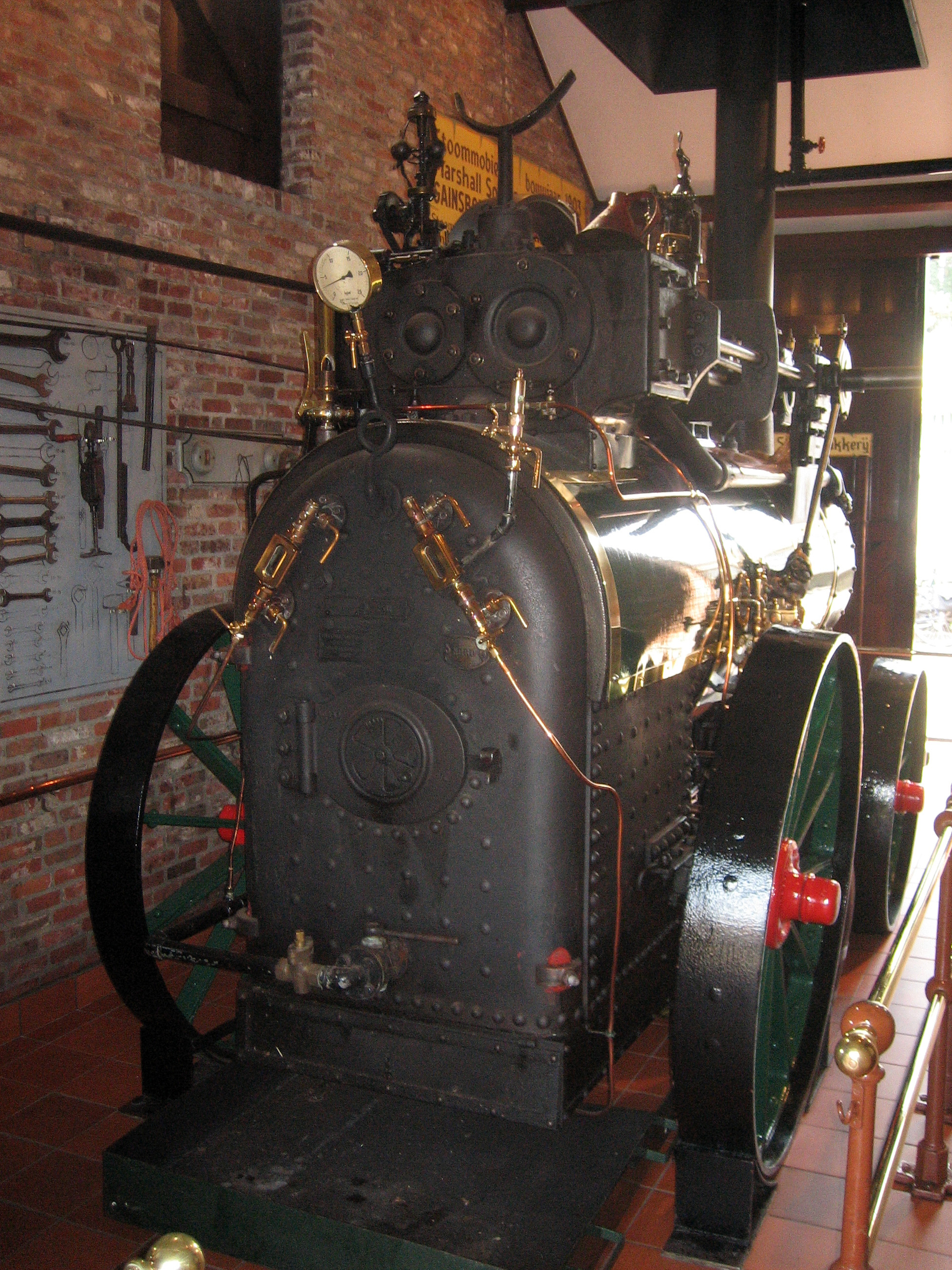
De stoomlocomobiel van het bakkerijmuseum
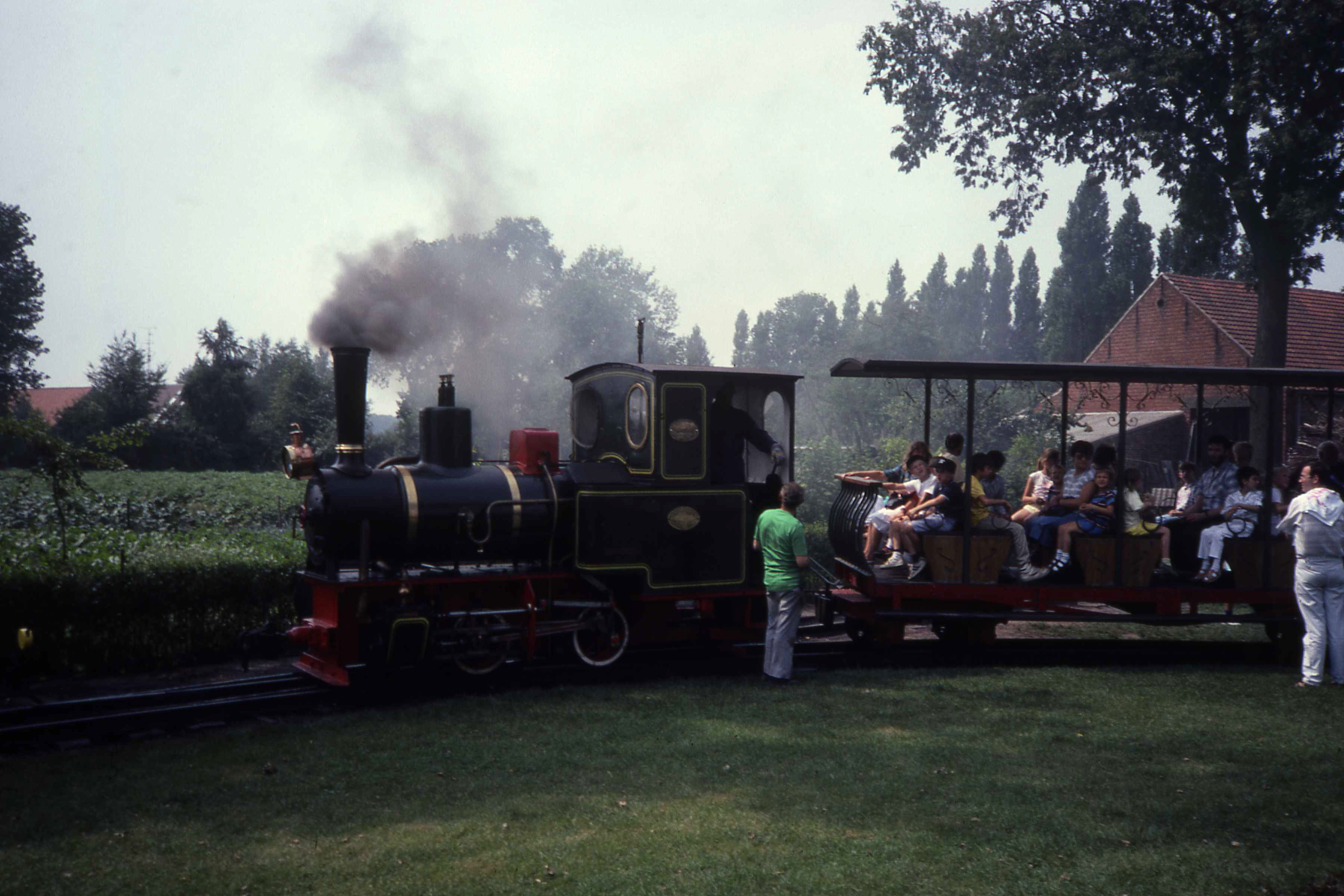
Stoomtrein tijdens de stoomdagen in 1986